# 神燈精靈 (影集)
神燈精靈(Genie in the House)是由尼可國際兒童頻道_(英國)播映的英國情境喜劇，故事內容為一名鰥夫飛利浦(Philip)扶養兩個青少年的女兒艾瑪與(Emma)蘇菲(Sophie)。有一天艾瑪與蘇菲在新家找到一個布滿灰塵的舊油燈，擦拭之後出現了艾迪爾(Adil)，一位關在這個油燈超過一千年的見習精靈。艾瑪和蘇菲發現可以利用這個精靈的魔法，然而飛利浦禁止她們在家裡使用魔法。但艾瑪和蘇菲往往背著父親使用魔法導致於發生更糟糕的事情。本部影集在2006年5月29日首映，並於2009年8月29日結束。

## 製作過程
本部影集由 Phil Ox (法國製作人與導演)， Steven Bawol (美國導演，他想帶入「新美國」到英國)， Isabelle Dubernet 以及 Eric Führer — 英國與法國的共同製作由法國製作公司Moi j'aime la 電視台製作。一開始，原本要取名為 You Wish! ，最後成為試播集的名稱，後來發現該名稱已經有一部美國影集使用過了(You Wish)，因此改成了現在的「神燈精靈」(Genie in the House)。
本部影集的主題曲，由 Jean de Aguiar 作曲，Kevin Eldon 作詞。由本劇的女主角演員維琪·朗利(Vicky Longley)以及凱特·謝裡登(Katie Sheridan)演唱。
第一季在赫特福德郡的布漢伍德(Borehamwood)的埃爾斯特里影城(Elstree Film and Television Studios)拍攝，並於2006年5月29日首播。主要在英國的尼可國際兒童頻道_(英國)上播映。第二季在2007年6月29日在同樣的影城上拍攝，並於2007年10月上映。本劇之後賣出版權，在土耳其，法國，比利時，義大利，西班牙，葡萄牙，俄羅斯，烏克蘭，印度，荷蘭及德國等國上映。第三季及最後一季在倫敦的特威克納姆電影製片廠Twickenham Film Studios拍攝，並於2008年6月上映，最後三集分別在巴黎以及周圍地區拍攝。

### 上映過程
首映開始，本劇集並沒有受到相當注目。首集「The Clones」，登場搭配一些音效，背景音樂以及罐頭笑聲，對話有些不清楚。雖然演員的臉部表情並沒有太多變化，然而特效受到讚揚(包括蘇菲和艾瑪的複製分身，都是由她們飾演，只是在劇中是以複製人的方式登場)，在諾頓家中的廚房牆上多了一個大洞；被叫喚出來的綠色怪物等等。卡羅琳(Caroline)這個角色在"Cave Dad"這集中登場，然而受到觀眾及影評的高度不滿，大家不喜歡她的跳躍式說話以及「像是家庭主婦般」的姿勢。在 genieinthehouse.com 網站上，她被選為該劇中最差角色，並且認為只是花瓶(filler)。然而，隨著劇集播出，本劇也越來越有趣，觀眾也越來越多。

### 走向知名
隨著劇集播出，「神燈精靈」被視作值得觀賞的節目。"Girl Band"這集，是收視最高的一集，也是在www.genieinthehouse.com網站中票選最好看的一集。劇集也越來越多音效和特效還有裝飾，而不是只有客廳和廚房。也包含相當多的埃及式音樂以及四種不同的罐頭笑聲。隨著劇集播出，四個成員也越來越知名。

### 高峰期
從"Maxed Out"這集開始，也就是第一季下半部首集，在2007年6月3日上映，本部影集成為相當知名的節目，並且很快成為英國第一名的喜劇。超越麻吉向前衝以及Ned's Declassified School Survival Guide等等節目。影集裡面發明的東西，像是 "Game On"， "For Your Spies Only" 以及「艾瑪電視」 (Emma TV)，也都製作得越來越精美(蘇菲基地(S.O.P.H.I.E. Base)，艾瑪電視的工作室(Emma TV Studio), 城堡等等)，越來越精美以及更多的背景音樂和特效。

### 系列結束與電影版
2009年，結束了系列的最後一季，宣布將不會製作任何一集電視影集，然而該製作公司卻宣布將有「神燈精靈」的電影版計畫，將於2010年暑假尾聲開始拍攝。然而由於財政問題將無限期延後。然而傳聞指出2012年暑假將有可能拍攝3D版本。

### 原聲帶
There's a Genie in the House Lorraine Pearson演唱
Tropical Girl Kevin McDermott 與The Ashley B共同演唱
The Pineapple Song Ayshea演唱

## 主要角色

### 精靈艾迪爾(Adil the Genie)
喬丹·梅特卡夫Jordan Metcalfe飾演
艾迪爾大約是在14世紀出生於Balamkadaar(劇中虛構城市)的附近。從外表看來大約只有15歲，但實際上已經超過1500歲。他的父親是個精靈(在尼羅河河底的一個瓶子裡被找到)，他母親是個面紗舞者。跟其他的小朋友一樣，艾迪爾也會上學，只是他上的是精靈學校，世界最有名的精靈藝術與科學學校。但是艾迪爾不是一個用功的學生。有一天他因為跟人打賭，敢不敢進入一個被禁止進入的油燈裡，最後他進去之後就被關在裡面。不幸的是，四十大盜選擇在那一天進去學校行竊並且把油燈偷走。之後就被關在阿里巴巴的洞穴裡長達1000年。之後這個油燈被轉手多次，最後在諾頓家買的新家裡。
艾迪爾非常自豪是一個精靈，而且永遠為他的主人或女主人準備好。但是他有一個問題，不幸的是，他總是翹課而且沒有好好上過一學年的課。因為這個原因，他並沒辦法好好掌握他的魔法技巧，所以總是有時候會出差錯。
艾迪爾總是穿著紅色長褲，穿紅色背心，戴紅色頭帶。

### 飛利浦‧諾頓(Philip Norton)
韋恩·莫里斯Wayne Morris飾演。
飛利浦是一個有才華且成功的設計師，因此相當忙碌。他總是要忙著在時限之前向他的老闆麥克斯(Max)報告進度。又要一個人照顧兩個青少年的女兒，加上一個有時候會出差錯的精靈，這讓他相當傷神。
飛利浦禁止她的女兒艾瑪和蘇菲使用艾迪爾的魔力是因為以下兩個原因：
1. 因為什麼都可以隨手可得的話，這會讓她們學到壞習慣。
2. 如果讓其他人發現家裡有精靈的話，生活會大亂。

如果兩個女孩子偷用魔法的話，飛利浦會禁足她們，減少零用錢或是禁止她們去姑姑的鄉下房子。
雖然他不喜歡魔法，但是飛利浦對艾迪爾相當的友善。因為艾迪爾的出現，讓家裡有一個男性可以一同看運動比賽，或是打網球等男性喜好的活動。他也試著讓艾迪爾成為一個足球迷。事實上他希望艾迪爾可以跟他一樣成為運動迷。然而要是艾迪爾幫助他的兩個女兒的話，飛利浦就會處罰艾迪爾關在油燈裡一個星期。
飛利浦不只要求他的女兒，他也禁止自己使用魔法，但是偶爾也會用。

### 蘇菲‧諾頓(Sophie Norton)
凱特·謝裡登Katie Sheridan飾演。
蘇菲是姊姊。她想知道這個世界組成的原因，她最喜歡的科目是物理、化學、歷史和地理。她也想上大學並且學會各國語言。她放假的時候都參加各式活動，或是運動，教育營等等。她看起來對談戀愛沒有興趣，經常對男性的注目沒有感覺。
蘇菲覺得艾迪爾很棒但是有點無知。艾迪爾會一直不斷地問她問題，而蘇菲喜歡回答。蘇菲經常要求艾迪爾破壞禁令使用魔法。

### 艾瑪‧諾頓(Emma Norton)
維琪·朗利Vicky Longley飾演。
艾瑪小蘇菲一歲，和蘇菲不一樣，艾瑪覺得學校的功課很無聊。因此她並沒有特別專注在功課上，成績也普通。然而艾瑪喜歡閱讀，不過不是學校的課本。在假日的時候，她經常與她的同學去看電影，或是畫圖，購物，唱歌(雖然不是很好聽)，看電視，參加派對，約會，或是重新整理房間。
艾瑪喜歡與朋友聊有關男孩子的話題。艾瑪有時候會聽艾迪爾講一些他的故事。雖然艾瑪知道使用魔法會破壞規定，但是她很喜歡魔法造成的東西。艾瑪喜歡設計衣服並夢想有一天能夠成為設計師。

### 其他角色
- Abdab (Nicholas Khan) (第一季~第二季)
- Aisha (Leyla Pellegrini)
- Alex Delaney (Shamus Iqbal)
- Ali Baba (Peter Peralta)
- Amak (Miss Spinelli's Intut Husband) (Tom Kenny) Note: Miss Spinelli and Amak are apparently able to speak fluent Intut.
- Anabell Scott (Hannah Tointon) (Series 1)
- Bonnie Swift (Georgia Slowe)
- Clive (Darren John) (Series 2-4)
- Dancer (Pixie Lott) (Series 1 Episode 14)
- Djamola (Deborah Alobah)
- Elmer Norton (Glyn Angell) (series 3)
- Frank McCartney (David McMullen)
- Harold (Jack Blumenau) (series 1)
- Hunk (Glyn Angell)
- Jamilla (Susan Kyd)
- Lady Isabella (Elizabeth Conboy)
- Len (Alexander Wilson)
- Lindy Lou (Kristal Archer)
- Mamoun (Matthew Leitch)
- Melissa Fox (Ellen Lister) (series 2)
- Miss Mayer (Katy Bartrop)
- Mr Hull(Richard Freeman)
- Mr Preston (Philip Fox)
- Mr Ying (Mako) Note: He can  speak fluent Japanese .
- Mr. Osterman (Johnnie Lyne-Pirkis) Note: He was born in Austria .
- The Mummy (Tom Underwood)
- Nanette (Olivia Caffrey)
- Nev (Harry Lloyd)
- One of The Rejects (Danielle Mitchell)
- One of The Rejects (Eleanor Wild)
- One of The Rejects (Kayleigh Batchelor)
- One of The Rejects (Lyneah Johnson)
- Owen (Theo Fraiser Steele) (Series 2-4)
- Peggy (Arabella Weir) (series 2)
- Prince Otto (Nathan Guy)
- Prince Otto's Courtier (Eric Kolelas)
- Royal Hunk (Joshua Bowman)
- School Friend (Jermaine Lynch)
- Shona (Jessica Ashworth)
- Sophie's PA (Naomi Heffernan)

## 外部連結
- 互联网电影数据库（IMDb）上《神燈精靈》的资料（英文）
- Official Site （页面存档备份，存于）